# 鹿滿教會
台灣基督長老教會鹿滿教會，位於嘉義縣竹崎鄉鹿麻產地方，是台灣基督長老教會嘉義中會東區所轄的教會之一，母會為嘉義東門教會，1908在初代會友吳法家中聚會，1911年向日本政府申請建設禮拜堂，為第一代禮拜堂。晚上八點的晚間禮拜為嘉義唯一的主日晚間禮拜。

## 歷史
鹿滿教會為竹崎鄉第一間教會，原名鹿麻產教會，擁有114年歷史，為嘉義縣少數百年教會之一；1918年，分設「奮起湖臺灣基督長老教會說教所」，為光華教會的前身。
1947年，改稱鹿滿教會，1968年築新堂，並於1969年完工，是為第二代禮拜堂。2007年，第三代禮拜堂落成，即今日之禮拜堂，以「挪亞方舟」、「禱告的手」為建築意象。

## 歷任牧者
| 任別       | 姓名   | 上任日期 | 離任日期 | 備註                             |
| ---------- | ------ | -------- | -------- | -------------------------------- |
| 第一任牧師 | 陳本來 | 1907年   |          | 本會創立後第一位派駐於本會傳道者 |
| 牧師       | 林壽陽 | 2003年   |          |                                  |
| 現任       | 詹偉謙 | 2009年   |          | 原青年牧師改聘                   |

## 交通
| 路線  | 業者       | 行先           | 停靠站   |
| ----- | ---------- | -------------- | -------- |
| 101   | 嘉義縣公車 | 大雅站－塘興村 | 基督教會 |
| 7319  | 嘉義縣公車 | 大雅站－番路   | 基督教會 |
| 7323A | 嘉義縣公車 | 大雅站－梅山   | 基督教會 |

## 圖輯

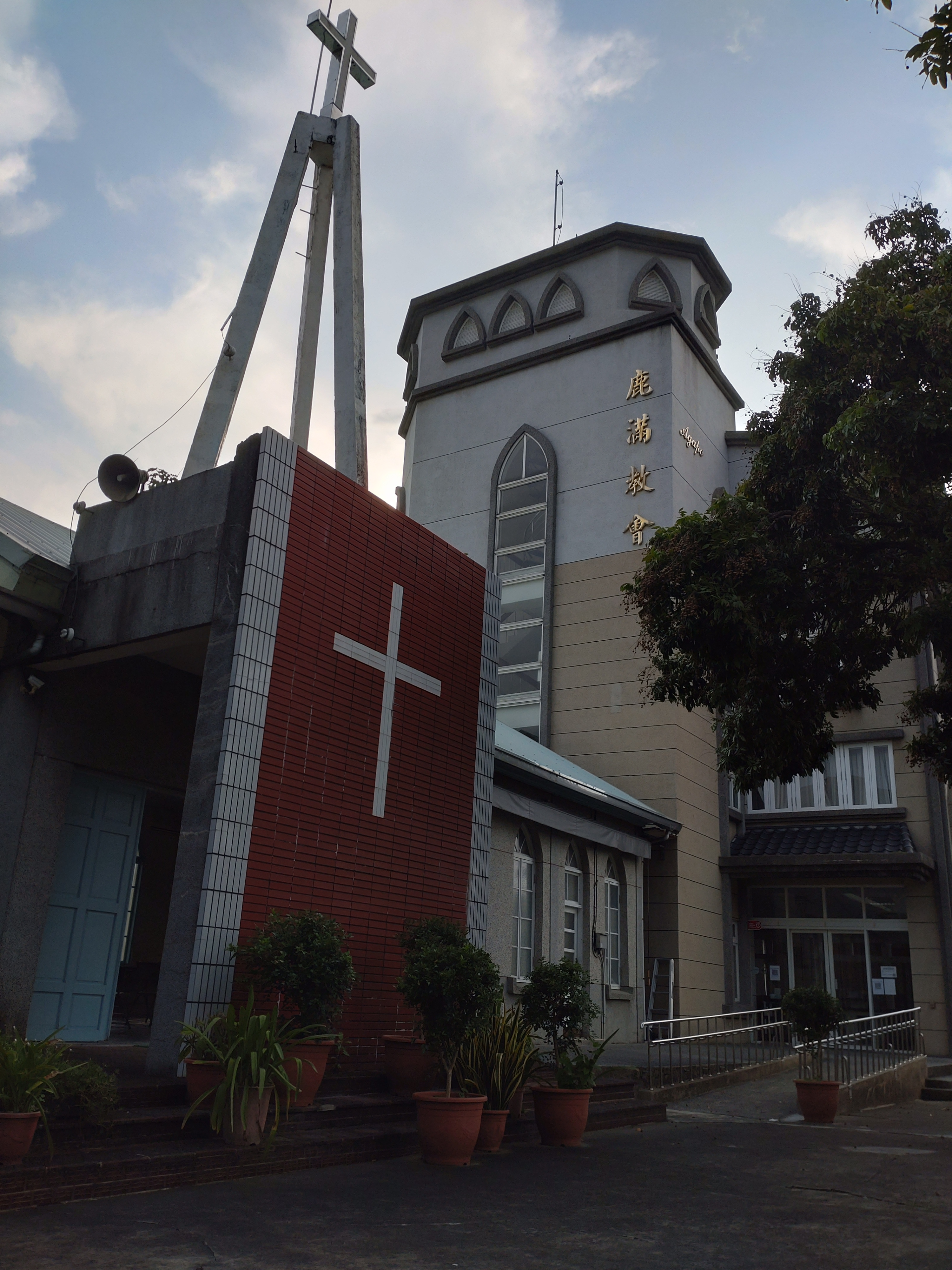
鹿滿教會禮拜堂
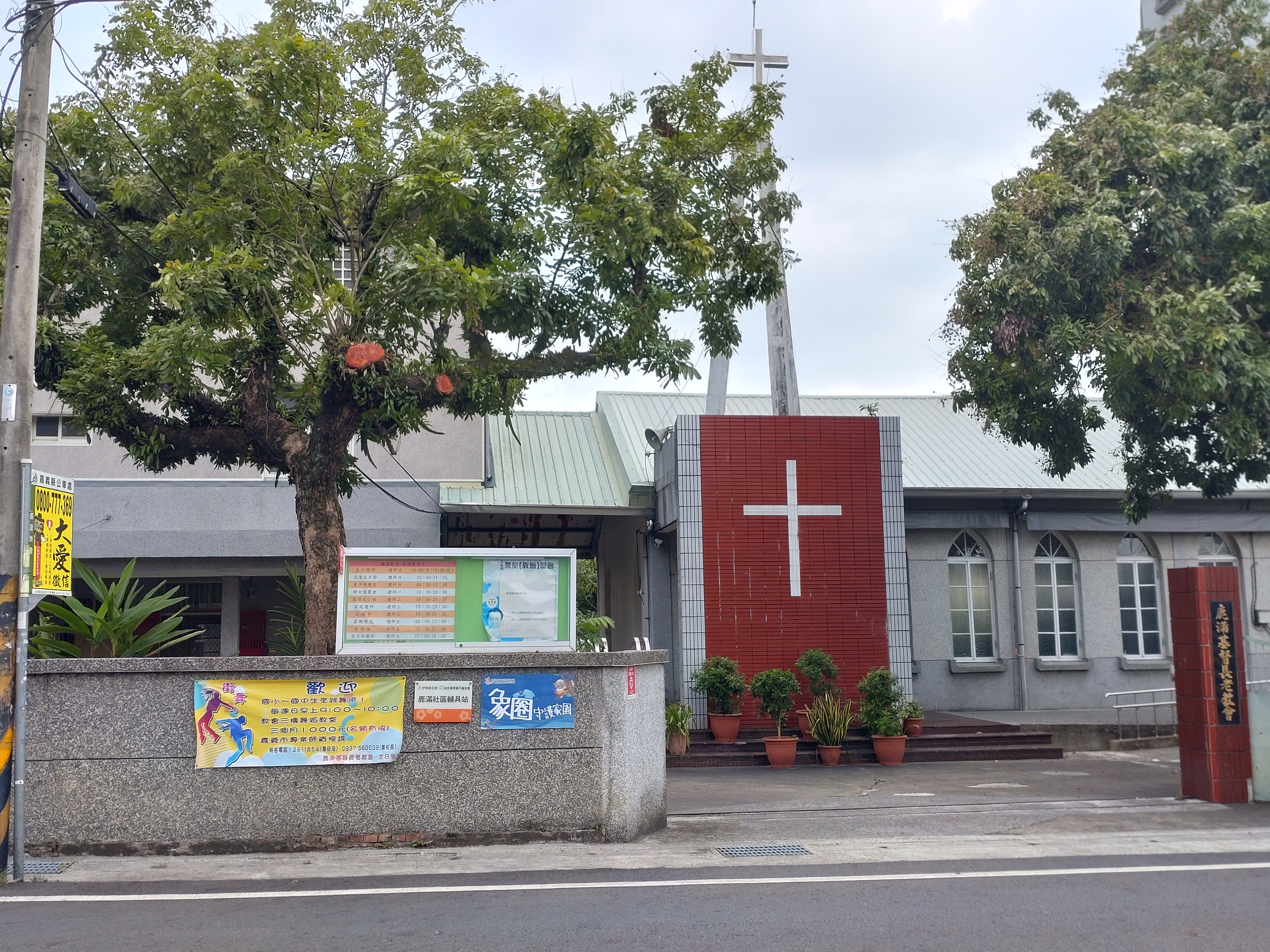
鹿滿教會正門
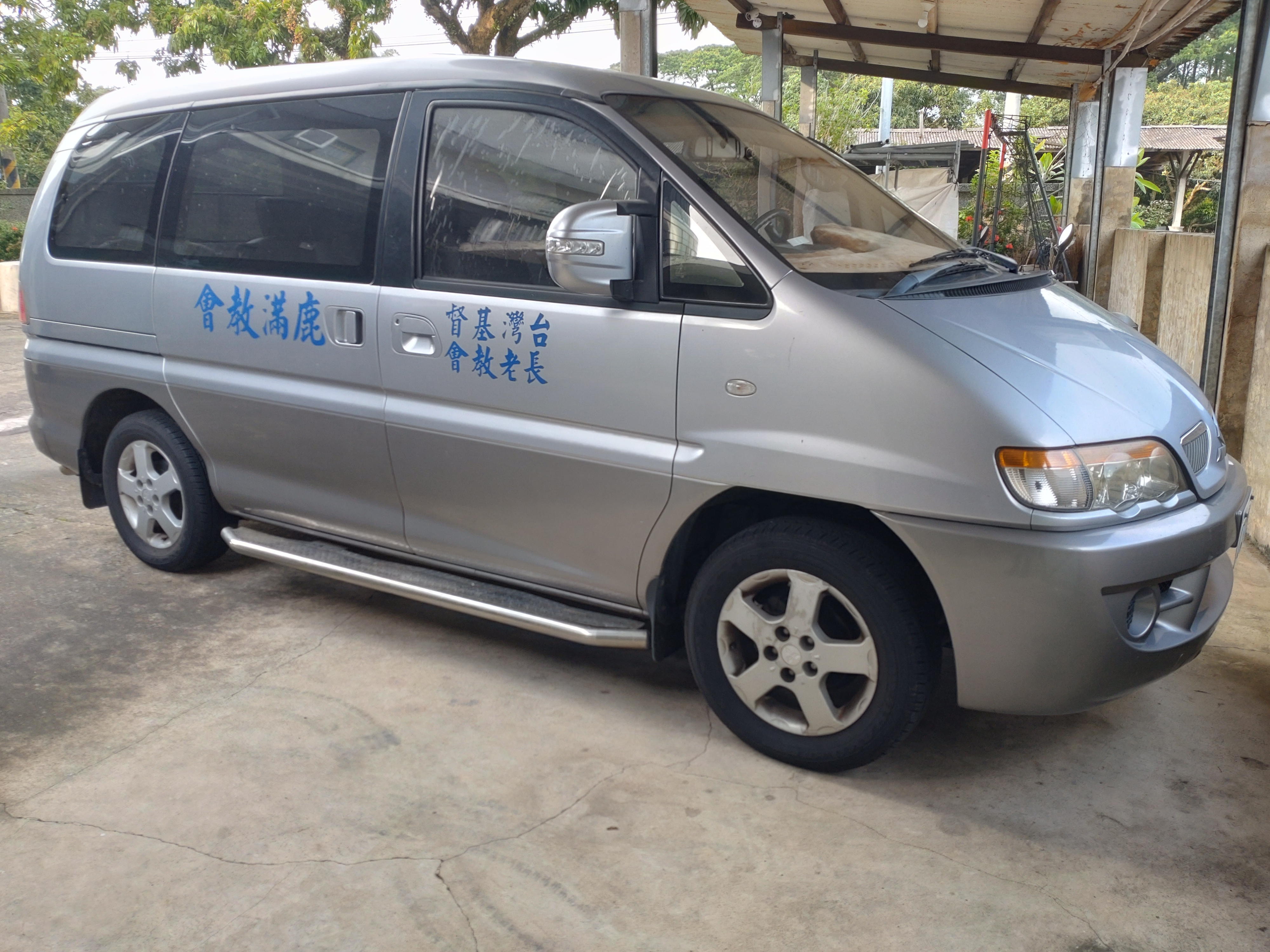
鹿滿教會福音車

## 周邊
- 萊爾富嘉縣嘉竹店
- 鹿滿國小
- 嘉義縣警察局鹿滿派出所
- 縣道159號

## 外部連結
1. ↑  鹿滿教會. . 臺灣: 嘉義縣政府. 2015-11-12 （中文（臺灣））. |journal=被忽略 (帮助)
2. ↑  陳怡萱. . 台灣: 台灣教會公報社. 2015-12-14~20 （中文（臺灣））. |journal=被忽略 (帮助);